# Otvrň
Otvrň (dříve Votvrň, německy Wotwrner Müll) je malá osada v okrese Jihlava v kraji Vysočina. Jde o místní část obce Zdeňkov. Otvrň se nachází asi 13 km jihovýchodně od Telče, 26 km jihozápadně od Třebíče a asi 31 km jižně od Jihlavy. 
Ačkoliv je Otvrň silničně spojena pouze s obcemi Bohuslavice a Rozseč, leží v katastrálním území Zdeňkov.

## Historie
První písemná zmínka pochází z roku 1376 a týká se Otvrňského mlýna. K roku 1615 byla osada Otvrň pustá. Nacházel zde mlýn a hájenka. Osada dosud není elektrifikována.

## Geografie

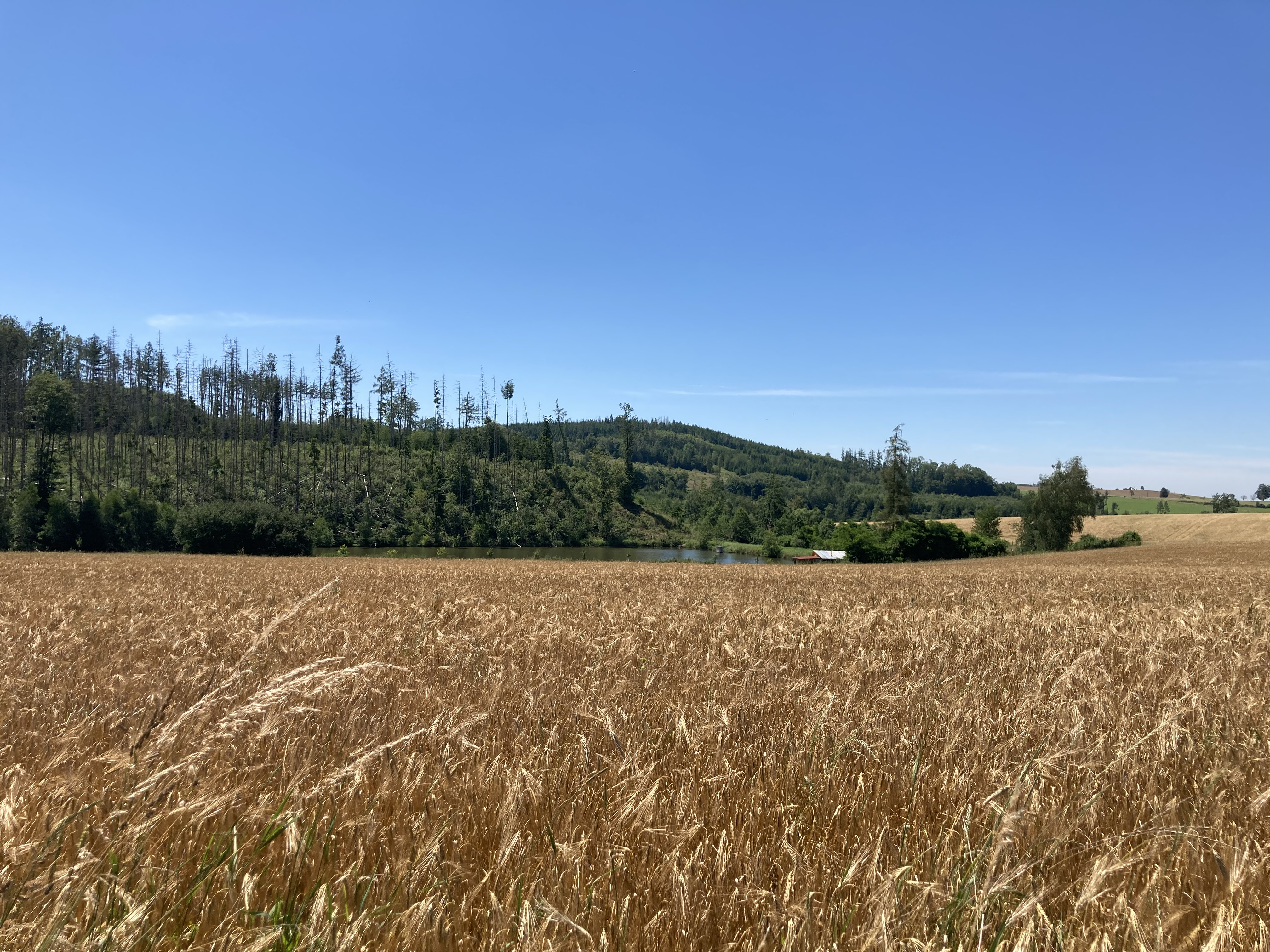
Rybník Pod Otvrní

Jižně od osady protéká stejnojmenný Otvrňský potok, levostranný přítok potoka Vápovka, který se vlévá v Dačicích do Moravské Dyje. Asi 650 m jihovýchodně od osady se nachází stejnojmenný kopec Otvrň s nadmořskou výškou 637 m. Jihozápadně od Otvrně je rybník Pod Otrvní a tři malé bezejmenné rybníky.
Nejbližšími obcemi jsou Bohuslavice (2,1 km severozápadně) a Rozseč (2,3 km severovýchodně). Obec Zdeňkov, jejíhož katastrálního území je Otvrň součástí, se nachází vzdušnou čarou 1,6 km jihovýchodně, ale žádné přímé spojení vzhledem k absenci mostu přes Otvrňský potok neexistuje.
Otvrní neprochází žádná větší silnice, pouze nezpevněná polní cesta, která ji spojuje se silnicí III/4073 a dále již nepokračuje. V osadě jsou registrována tři čísla popisná a nachází se zde šest budov. Nejvýznamnější stavbou v Otvrni je Otvrňský mlýn (č. p. 32).